# Colle San Bartolomeo di Ormea
Il colle San Bartolomeo di Ormea (1.446 m s.l.m.) è un valico delle Prealpi Liguri situato in Provincia di Cuneo. Collega l'alta Val Tanaro con la Valle del Pennavaira.

## Descrizione
Il colle si trova sulla catena principale alpina tra i bacini del Tanaro e del Pennavaira (quest'ultimo tributario del Mar Ligure). Si apre tra il Monte Pesauto (a ovest, situato a breve distanza dal Monte Armetta) e il Monte Dubasso (a est). Si tratta di un ampio valico che mette in comunicazione Caprauna e Alto, gli unici due comuni piemontesi completamente compresi nel bacino del Mar Ligure, con Ormea.

## Storia
Nel 1794 la zona del Colle San Bartolomeo fu coinvolta negli scontri tra l'esercito sardo e quello francese nel corso della prima campagna d'Italia. Il generale Domorbion partendo da Nizza entrò nel territorio della repubblica di Genova, in palese violazione della neutralità di quest'ultima, e si impadronì del colle con lo scopo di aggirare le truppe sarde che presidiavano la Val Tanaro.

## Escursionismo
Il colle è raggiungibile per sentiero sia da Ormea che da Caprauna o da Alto. È inoltre collocato sul percorso dell'Alta via dei Monti Liguri, e costituisce il punto di congiunzione tra la tappa che parte dal Passo di Prale con quella che dal Colle San Bartolomeo prosegue verso il Colle San Bernardo.